# 日吉二宮神社
日吉二宮神社（ひよしにのみやじんじゃ）は滋賀県高島市新旭町深溝に鎮座する神社である。旧村社。

## 祭神
- 大山咋神

## 神紋
- 双葉葵

## 歴史
社僧家に伝わる「饗庭家文書」によると、保延4年に木津荘が山門千僧供領になった際、勧請されたという。応永15年に氏子の争議が起こり、氏子は当神社と現在の大國主神社に二分し、琵琶湖畔に遷座された。その後江戸時代初期まで両神社の例祭は、4月初申日に大國主神社で上の御前祭、4月初酉日に当神社で下の御前祭と称し、上郷（田井・五十川・上野・米井・辻澤・森）と下郷（深溝・霜降・小池・山形）の共同で行われていた。遷座の後は、比叡本荘の鎮守として崇拝を受けた。なお、琵琶湖の増水により度々鎮座地が遷されている。宝徳3年（1451年）の「二宮神田帳」での宮敷地は9反歩あった。鳥羽院より神領として比叡本荘を賜ったとされる。応永29年（1422年）の『木津荘検注帳』にも「二宮」として記載されている。

## 社家
室町時代の土豪饗庭三坊のひとり定林坊播磨を初代とする定林坊家が社僧家として奉仕してきた。定林坊家は明治の神仏分離に際して饗庭家を名乗った。現在は大國主神社社家が神職を勤めている。

## 祭事
- 1月3日 事始祈願祭並的射神事
- 1月15日前後の日曜日 厄除祈願祭
- 3月12日に近い日曜日 祈年祭
- 5月4日 宵宮祭
- 5月5日 例祭

午前中の祭典の後、午後から神輿渡御式が行われる。御旅所では神人共食神事が行われるほか、宮座の名残の座が設けられる。
- 5月5日の次の日曜日 境内社 行座神社八幡神社 五月湯祭、西宮大神社例祭 並 夷湯祭
- 6月20日 小池愛宕神社 春講祭
- 6月30日 夏越大祓
- 7月最終日曜日 川裾祭（西宮大神社境内社 唐﨑神社）
- 9月12日に近い日曜日 九月湯祭
- 10月15日 霜降湯祭
- 11月23日 新嘗祭
- 12月上旬 神宮大麻頒布式
- 12月30日 年越大祓

重要な祭礼は、神職、巫女、5人の宮総代、鬼子母善神堂世話人代表、16人の年行事で行われる。このうち年行事は、任期4年で各年次「長男」から「四男」と呼ばれる4人の男性で構成され、1年目を前見習い、2年目を見習い（前役）、3年目を本役、4年目は一年目客人、5年目は二年目客人と呼ぶ。4年目・5年目は、「お礼奉公」とも呼ばれる。また、年行事を勤めた者が宮総代になることができ、年行事と宮総代を経験した者が長老（鬼子母善神堂の世話人）になる資格ができるという決まりがある。なお、長老は13人の定数となっている。

## 境内外社
（境内末社）
- 行座神社（ぎょうざじんじゃ）

勧請年代・由緒は不詳。旧深溝村の氏神。祭神は大歳神、天知迦流水姫神。旧無格社。現在は本社の境内に遷されているが、跡地には現在も祠が残り、御旅所になっている。1月3日に斎行される事始祈願祭では、拜殿で的射神事と水門での祓式が行われる。これは本神社の祭神である大歳神（田の神）と天知迦流水姫神（水の神）に五穀豊穣を祈る儀式である。
- 八幡神社（はちまんじんじゃ）

勧請年代は不詳。日吉大社宇佐宮を勧請したという。祭神は応神天皇。旧霜降村の氏神。本社は、元々旧霜降村に鎮座し、その跡地には社標が残っている。本社の旧社地は、現在の正傳寺西側にあったとされる、応永29年『木津荘検注帳』に記載の「野神」ではないかという説がある。毎年1月1日には霜降区民による拜賀式が行われるほか、年2回湯立神事が行われる。旧無格社。
（境外末社）
- 日吉神社（ひよしじんじゃ）

勧請年代は不詳。日吉大社客人宮を勧請したという。祭神は菊理媛命。旧八幡神社の道向かいに鎮座していた。現在は、日吉二宮神社に合祀され、社標が残るのみとなっている。旧無格社。
（境外摂社）
- 西宮大神社（にしのみやおおかみのやしろ）

勧請年代・由緒は不詳。祭神は事代主命。旧山形村の氏神。応永29年『木津荘検注帳』では「夷」と記載されている。5月5日に例祭が斎行される。登記上は独立した法人格になっており、六人衆という有力な古老により運営される。旧無格社。
- 唐﨑神社（からさきじんじゃ）

勧請年代は不明である。元は地元有力者の邸内にあった邸内社が起源ではないかと伝わっている。また、応永29年『木津荘検注帳』に記載されている「夷（西宮大神社）」に隣接する坪に記載された「野神」ではないかという説もある。祭神は女別当命（わけすきひめのみこと）。霊験があるとのことで西宮大神社内に遷され、現在に至っている。7月28日に川裾祭（かわすそまつり）が斎行され、納涼踊などで賑わう。
- 愛宕神社（あたごじんじゃ）

勧請年代は不詳。小池村が成立したとき、氏神として山城国愛宕神社を勧請したという。祭神は火産霊神。旧小池村の氏神。年2回愛宕講祭が行われる。

## 文化財
- 本殿

高島市指定文化財
- 饗庭家文書

旧社僧家の饗庭氏に伝わる中世の貴重な古文書群

## 交通
- 高島市コミュニティバス（はーとバス） 「日吉二宮神社前」停留所下車すぐ

## 周辺
- 大國主神社
- 田井帝釈天堂
- 森神社
- 川島酒造
- 日吉神社
- 針江区
- 正傳寺
- 上原豆腐店
- 新旭深溝郵便局
- 鬼子母善神堂
- 琵琶湖